# Harmothoe evei
Harmothoe evei är en ringmaskart som beskrevs av Kirkegaard 1980. Harmothoe evei ingår i släktet Harmothoe och familjen Polynoidae. Inga underarter finns listade i Catalogue of Life.